# Anja Nissen
Anja Nissen (* 6. November 1995 in Winmalee, New South Wales) ist eine dänisch-australische Popsängerin.

## Karriere
Anja Nissen wurde als Tochter dänischer Auswanderer in Winmalee bei den Blue Mountains geboren. Als sie sechs Jahre alt war, begann sie zu singen.
Erstmals im Fernsehen trat Nissen 2008 auf, als sie zwölfjährig an der Castingshow Australia’s Got Talent teilnahm. Sie stieß dabei bis ins Halbfinale vor. Danach trat sie auch bei Young Talent Time, Mornings with Kerri-Anne und Schools Spectacular auf und durfte sogar die dänische Nationalhymne vor Kronprinzessin Mary von Dänemark singen.
2014 nahm sie an der dritten Staffel von The Voice Australia teil. Im Team von will.i.am setzte sie sich in allen Runden durch und gewann schließlich im Finale. Als Gewinn bekam sie einen Plattenvertrag bei Universal Music, ein Preisgeld in Höhe von 100.000 Dollar und ein Auto. Ihr selbstbetiteltes Debütalbum erreichte Platz 11 in den australischen Charts.
2016 nahm Nissen am Dansk Melodi Grand Prix 2016 teil, dem dänischen Vorentscheid zum Eurovision Song Contest. Mit dem Lied Never Alone erreichte sie das Superfinale und erhielt dort 36 % der Stimmen, was jedoch nur für Platz zwei hinter Lighthouse X reichte, die 42 % der Stimmen bekamen.
2017 wiederholte sie ihre Teilnahme am Dansk Melodi Grand Prix. Sie kam erneut ins Superfinale, das sie schließlich auch gewann. Damit durfte sie Dänemark mit dem Lied Where I Am beim Eurovision Song Contest 2017 in Kiew vertreten, wo sie das Finale erreichte und dort mit 77 Punkten (69 Jurypunkte und 8 Publikumspunkte aus dem Televoting) auf den 20. Platz kam.
Mitte 2020 erschien noch einmal ein Song von ihr, die Ballade If We Only Had Tonight.

## Diskografie

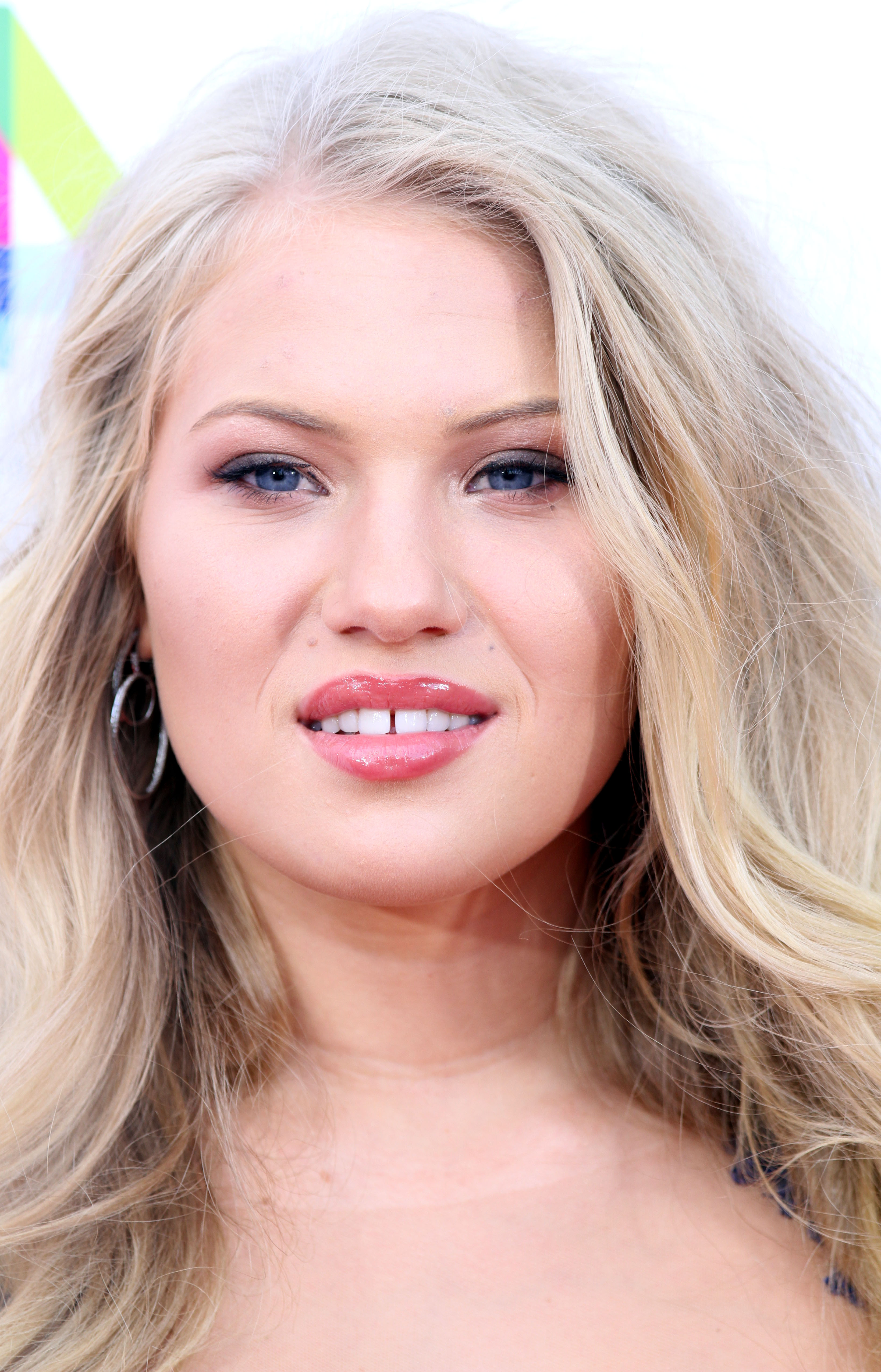
Anja Nissen (2014)

### Alben
- 2014: Anja Nissen

### Singles
- 2012: Don’t Ask Me (feat. Ricky Bloomfield)
- 2014: I’ll Be There
- 2014: Irreplaceable
- 2014: Wild
- 2014: I Have Nothing
- 2014: I’m So Excited (feat. will.i.am & Cody Wise)
- 2015: Anyone Who Had a Heart
- 2015: Triumph
- 2016: Never Alone
- 2017: Where I Am
- 2020: If We Only Had Tonight
- 2020: Can’t Do This